# Ibraguim Shovjálov
Ibraguim Magomédovich Shovjálov –en ruso, Ибрагим Магомедович Шовхалов– (Sadóvoye, 1 de noviembre de 1968) es un deportista ruso de origen checheno que compitió en lucha grecorromana. Ganó una medalla de plata en el Campeonato Mundial de Lucha de 1993 y dos medallas de plata en el Campeonato Europeo de Lucha, en los años 1992 y 1993.

## Palmarés internacional
| Campeonato Mundial | Campeonato Mundial     | Campeonato Mundial | Campeonato Mundial |
| Año                | Lugar                  | Medalla            | Categoría          |
| ------------------ | ---------------------- | ------------------ | ------------------ |
| 1993               | Estocolmo (Suecia)     | Medalla de plata   | 100 kg             |
| Campeonato Europeo |                        |                    |                    |
| Año                | Lugar                  | Medalla            | Categoría          |
| 1992               | Copenhague (Dinamarca) | Medalla de plata   | 100 kg             |
| 1993               | Estambul (Turquía)     | Medalla de plata   | 100 kg             |